# Karl Eugen Guthe

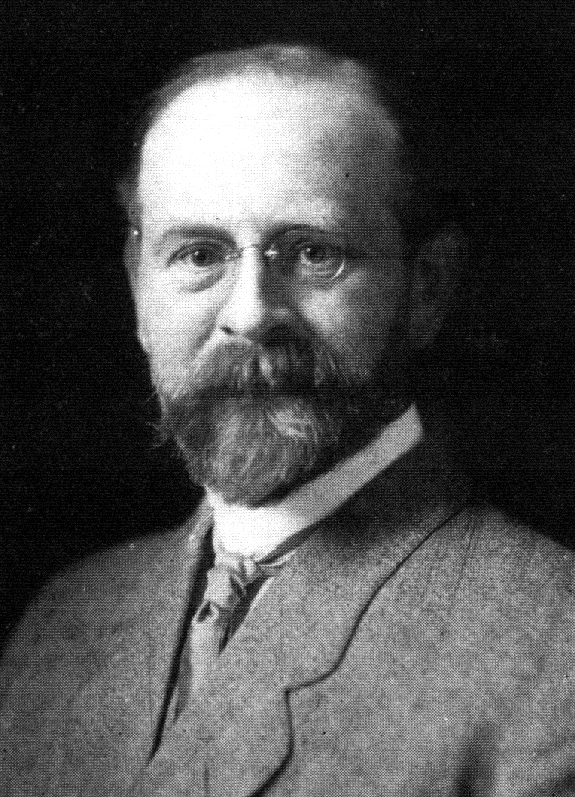
Karl Eugen Guthe (1915)

Karl Adolf Eugen Guthe (* 5. März 1866 in Hannover; † 11. September 1915 in Ashland) war ein amerikanischer Physiker.
Der Neffe Hermann Guthes und zweite Sohn des Weinhändlers Otto Guthe (1833–1880) und Anna Hanstein absolvierte 1884 das Gymnasium in Hannover und besuchte 1885–1887 die Technische Hochschule. Danach studierte er Physik in Marburg, wo er 1889 das Oberlehrer-Staatsexamen mit einer Arbeit zur Seismologie erlangte. An der Universität Strassburg unterrichtete er und setzte seine Studien fort. In Marburg wurde er 1892 mit der Arbeit „Ueber das mechanische Telephon“ zum Dr. phil. promoviert. Derweil hatte sein Vater am 28. Februar 1872 das Hansteinsche Haus (Burgstraße 30, später Rusthaus) an den 1855 gegründeten Arbeiter-Verein verkauft.
Um 1891 hatte er Clara Belle Ware (1867–1947), die Tochter von Emmore Ware aus Ohio, kennengelernt. 1892 wanderte Guthe in die USA aus, um sie zu heiraten. Das Paar hatte drei Kinder: Carl Eugene Guthe (1893–1974; Anthropologe und Archäologe), Ida Belle (1896–1983; Lehrerin; ⚭ Werner Hegemann) und Otto Emmor (1904–1984; Assistant Director beim CIA).
Er wurde 1893 Dozent, 1900 Assistenzprofessor, 1909 Professor für Physik, 1912 Dekan des Graduate Department der University of Michigan in Ann Arbor und 1905–1906 der State University of Iowa.
Er war Mitglied der Deutschen Physikalischen Gesellschaft sowie der amerikanischen, der American Association for the Advancement of Science. Er publizierte hauptsächlich zur Elektrizität. Der Vater von Karl Guthe Jansky hat seinen Sprössling nach sein Mentor Guthe benannt. Nachdem Guthe bei einem Besuch seines Schwagers in Ashland eine Darmstörung erlitten hatte und nach zwei Operationen verstorben war, wurde er auf dem Hollywood Cemetery  in Richmond bestattet.